# Daphné (nymphe)
Pour les articles homonymes, voir Daphné.

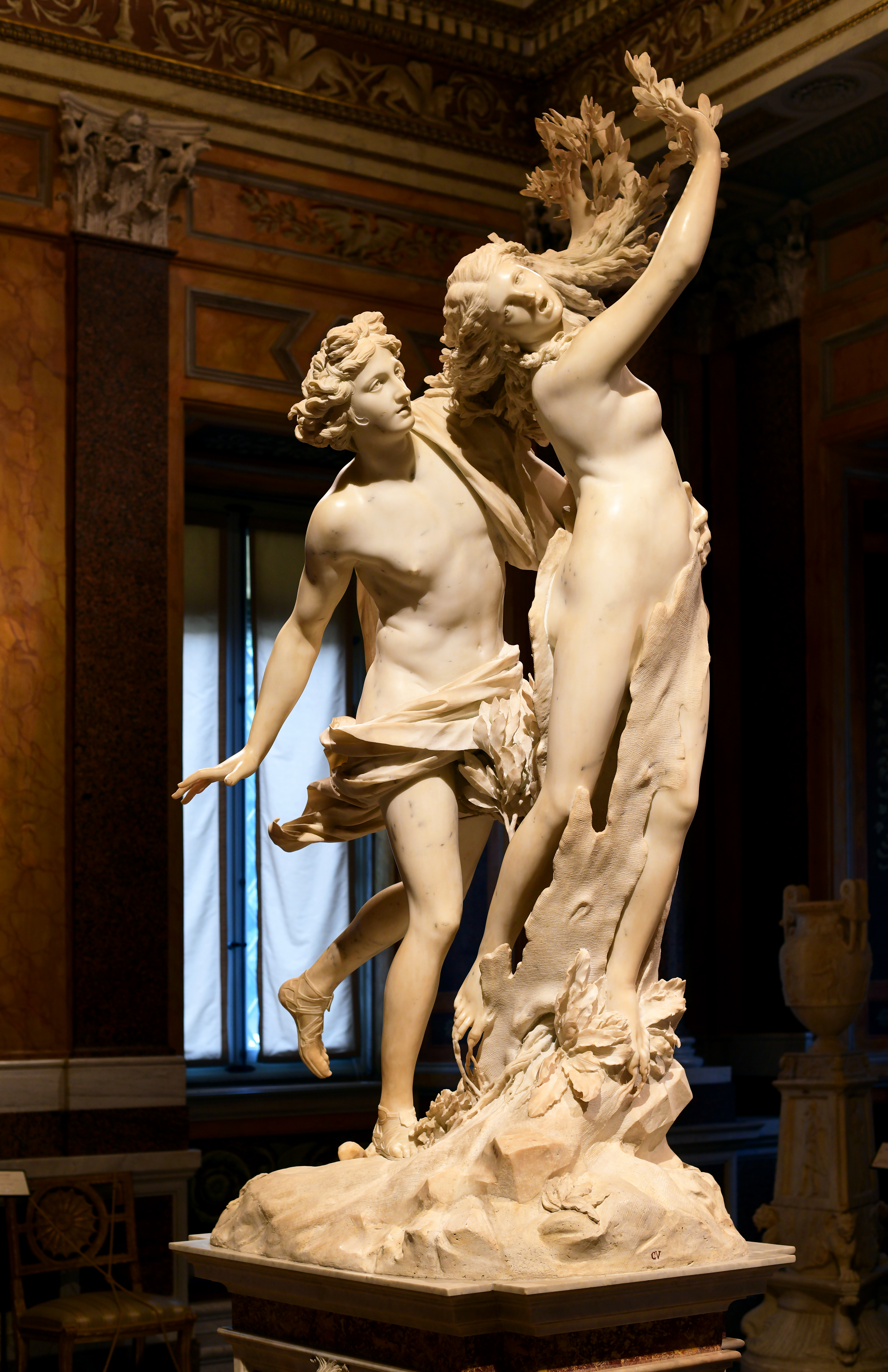
Apollon et Daphné, sculpture en marbre du Bernin (1598–1680), inspirée des Métamorphoses d'Ovide, Galerie Borghèse, Rome.

Dans la mythologie grecque, Daphné (en grec Δάφνη / Dáphnê, signifiant « laurier ») est une nymphe d'une très grande beauté. Selon les sources antiques, elle est soit la fille du dieu fleuve de Thessalie Pénée et de la naïade Créuse, de Ladon, ou de Pénée et de Gaïa.
Son mythe est sujet à de nombreuses interprétations. Elle serait le premier amour d'Apollon. La plus connue raconte que le dieu Apollon et elle furent touchés par des flèches décochées par Éros. Apollon a été atteint par une flèche en or, qui lui administre un désir fou, tandis que Daphné a reçu une flèche de plomb, qui lui inspire le dégoût de l'amour. Apollon poursuit donc Daphné de ses assiduités jusqu'à l'épuisement. Daphné implore son père de lui venir en aide : celui-ci la métamorphose en laurier pour déjouer Apollon.
Dès lors, Apollon voua un culte au laurier. Lors des Jeux pythiques, organisés tous les quatre ans à Delphes en l'honneur d'Apollon, des couronnes de laurier cueillies dans la vallée de Tempé étaient distribuées comme prix. Cela devint ensuite un symbole de victoire pour les généraux, les athlètes, les poètes et les musiciens. Le poète lauréat est un bon exemple moderne de ce prix qui, bien que datant de la Renaissance italienne, est toujours distribué dans certains pays anglophones. Selon Pausanias le Périégète, « la tradition qui suppose qu'Apollon fut amoureux de Daphné, fille du Ladon, est, à ce que je crois, le seul motif pour lequel on ait, aux jeux pythiques, adopté la couronne de laurier pour les vainqueurs ».
La plupart des représentations artistiques de ce mythe se concentrent sur le moment de la métamorphose de Daphné.

## Mythe
La version la plus ancienne retrouvée du mythe de Daphné et Apollon est celle de Phylarque, qui fut retranscrite par Parthénios de Nicée. Plus tard, le poète romain Ovide composa une réécriture de la légende grecque qui figure dans ses Métamorphoses.

### Ovide
La poursuite d'une nymphe par un dieu olympien, partie du culte religieux archaïque grec, a reçu un développement plus anecdotique dans les Métamorphoses d'Ovide. Selon cette version, l'amour fou d'Apollon est causé par une flèche en or que lui décoche Cupidon, fils de Vénus, pour punir le dieu, qui eut critiqué ses talents d'archer en lui disant : « Que fais-tu, enfant délicat, avec ces armes puissantes ? » et pour lui montrer le pouvoir de l'amour. Cupidon décoche une deuxième flèche à Daphné, cette fois-ci en plomb, ce qui lui inspire le dégoût de l'amour et la fait fuir Apollon.
Exalté par l'amour, Apollon poursuit Daphné sans relâche. Pour l'empêcher de fuir, il lui assure qu'il ne lui veut aucun mal : « Nymphe, fille de Pénée, je t'en prie, reste ; ce n'est pas un ennemi qui te poursuit. » Pendant qu'elle continue à fuir, Apollon regrette de ne pas pouvoir se guérir de la blessure de Cupidon bien qu'il soit dieu de la médecine et malgré sa connaissance des plantes : « Je possède la maîtrise des plantes. Hélas pour moi, puisqu'aucune herbe ne guérit l'amour. » Quand Apollon la rattrape enfin, Daphné prie son père, le dieu fleuve de Thessalie Pénée, qu'il lui envoie de l'aide et la change immédiatement en laurier : « La prière à peine finie, une lourde torpeur saisit ses membres, sa poitrine délicate s'entoure d'une écorce ténue, ses cheveux deviennent feuillage, ses bras des branches, des racines immobiles collent au sol son pied, naguère si agile, une cime d'arbre lui sert de tête ; ne subsiste que son seul éclat. » Cela ne suffit toutefois pas à calmer l'ardeur d'Apollon qui, en embrassant l'arbre, sent toujours le cœur de la nymphe battre. Il déclare alors : « Eh bien, puisque tu ne peux être mon épouse, au moins tu seras mon arbre ; toujours, tu serviras d'ornement, ô laurier, à mes cheveux, à mes cithares, à mes carquois. » En entendant ces mots, Daphné plie ses branches et sa cime comme pour signifier son accord.

### Parthénios de Nicée
Une version plus ancienne du mythe, moins connue depuis la Renaissance, est l'œuvre du poète hellénistique Parthénios de Nicée dans ses Aventures d'Amour (Erotica Pathemata). Le conte de Parthénios est inspiré d'une histoire relatée par l'historien grec Phylarque et connue de Pausanias le Périégète, qui la conta dans sa Description de la Grèce. Dans cette version, Daphné est une jeune fille mortelle, fille d'Amyclas, qui adore chasser en Laconie et est dévouée à Artémis, et qui, par conséquent, a choisi de rester vierge. Elle est désirée par le jeune Leucippe, qui se déguise en jeune fille pour être admis dans son entourage exclusivement féminin, et réussit à gagner son affection. Apollon, qui est également amoureux de Daphné, suggère aux jeunes femmes de se baigner dans le Ladon ; elles se dénudent toutes, et Leucippe, refusant de faire de même, est contraint de dévoiler sa virilité. Il est alors tué à coups de javelots par les femmes. Apollon s'approche alors de Daphné, et cette dernière, le fuyant, demande à Zeus de l'aider : ce dernier la transforme alors en laurier.

## Évocations artistiques

### Sculpture
- Apollon et Daphné, sculpture en marbre du Bernin (1598–1680), inspirée des Métamorphoses d'Ovide, Galerie Borghèse, Rome.
- Statuette de Daphné, de Wenzel Jamnitzer (Nuremberg, 1570 - 1575)[8].
- Daphné est une des 1 038 femmes représentées dans l'œuvre contemporaine de Judy Chicago, The Dinner Party, aujourd'hui exposée au Brooklyn Museum. Cette œuvre se présente sous la forme d'une table triangulaire de 39 convives (13 par côté). Chaque convive étant une femme, figure historique ou mythique. Les noms des 999 autres femmes figurent sur le socle de l'œuvre. Le nom de Daphné figure sur le socle, elle y est associée à Sophie, sixième convive de l'aile I de la table[9].

### Musique

#### Opéra
- Dafne (1598), opéra de Jacopo Peri et Jacopo Corsi, livret de Ottavio Rinuccini.
- La Dafne (1608) opéra de Marco da Gagliano, livret de Ottavio Rinuccini.
- Die Dafne (1627), opéra de Heinrich Schütz, livret de Martin Opitz.
- Daphné (1938), opéra de Richard Strauss.
- Air de la folie - dans l’acte II de Platée (1745), comédie lyrique de Jean Philippe Rameau, livret Adrien Joseph Le Valois d’Orville, Sylvain Ballot de Sauvot.

#### Cantate
- Apollon et Daphné, cantate pour soprano et basse continue de Philippe Courbois (1710).
- Apollon et Daphné, cantate de Georg Friedrich Haendel (1709/1710).

### Jeu vidéo
- Daphné est un personnage important dans le Visual novel Odyssian Blaze. Dans ce jeu, Daphné est libérée de sa prison végétale après quarante années, et souhaite se venger d'Apollon.

### Peinture

La transformation de Daphné en peinture
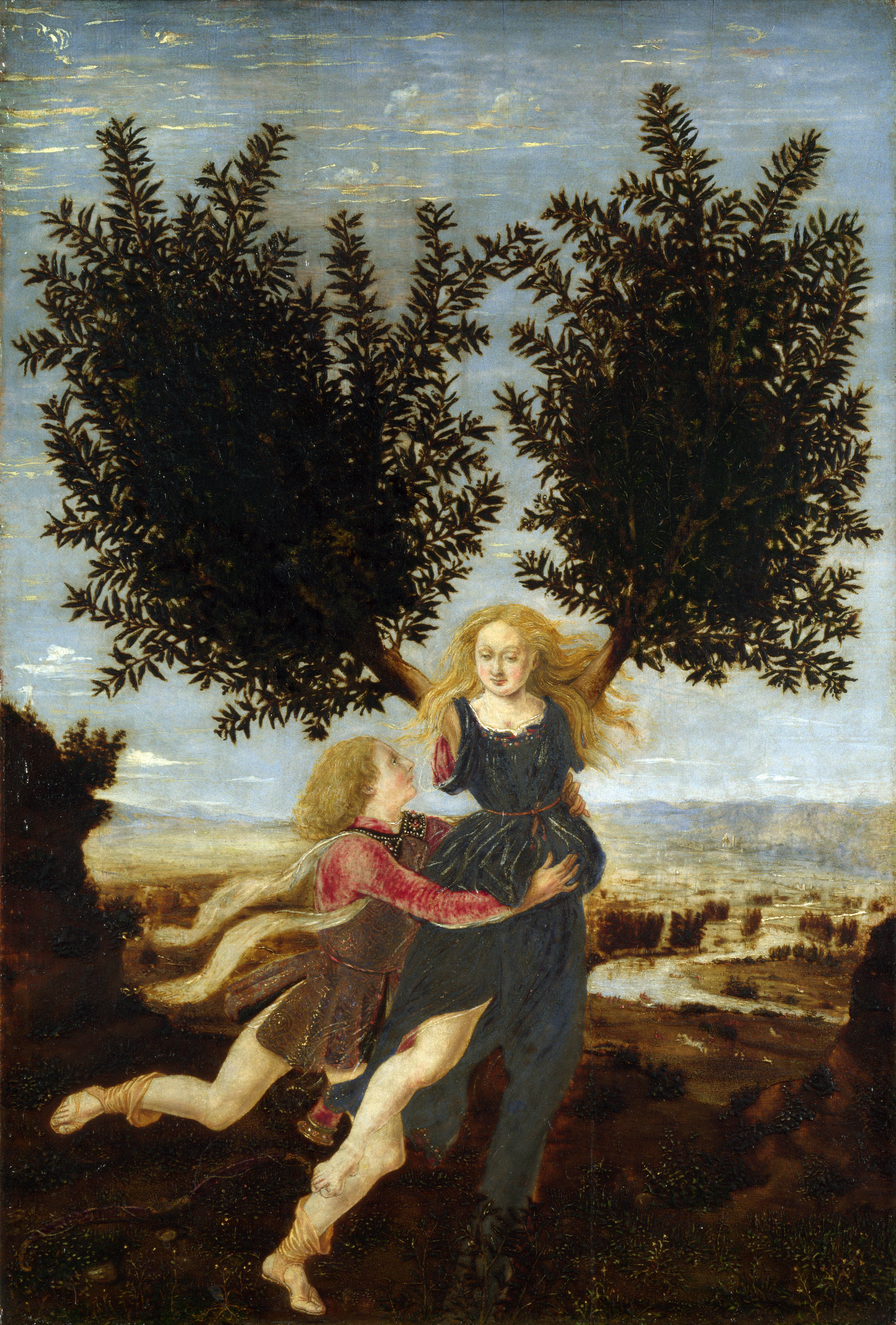
Apollon et Daphné de Piero Pollaiuolo, 1470–80 (National Gallery, Londres)
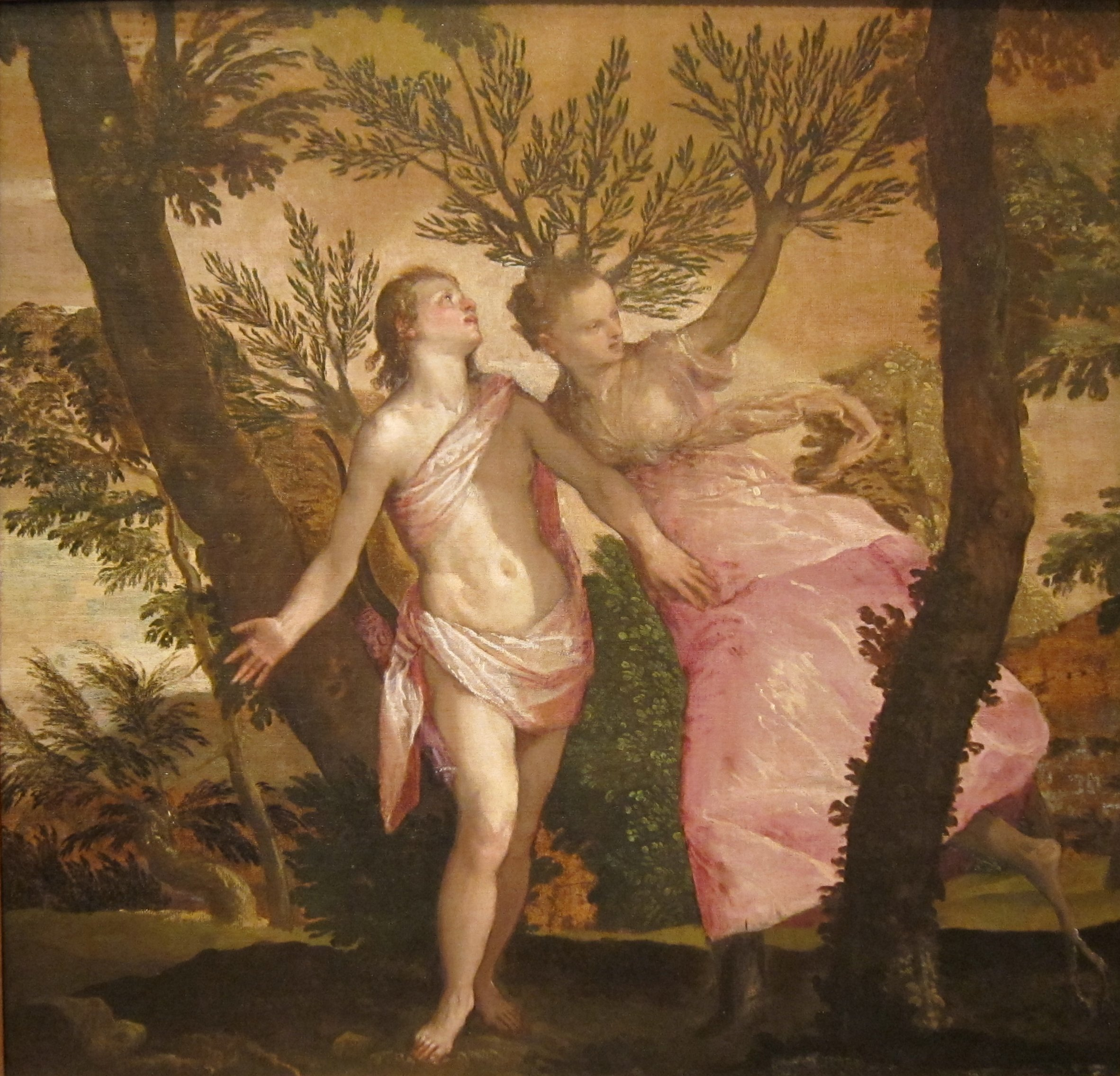
Apollon et Daphné de Paul Veronese, 1560–65 (Musée d'Art de San Diego)
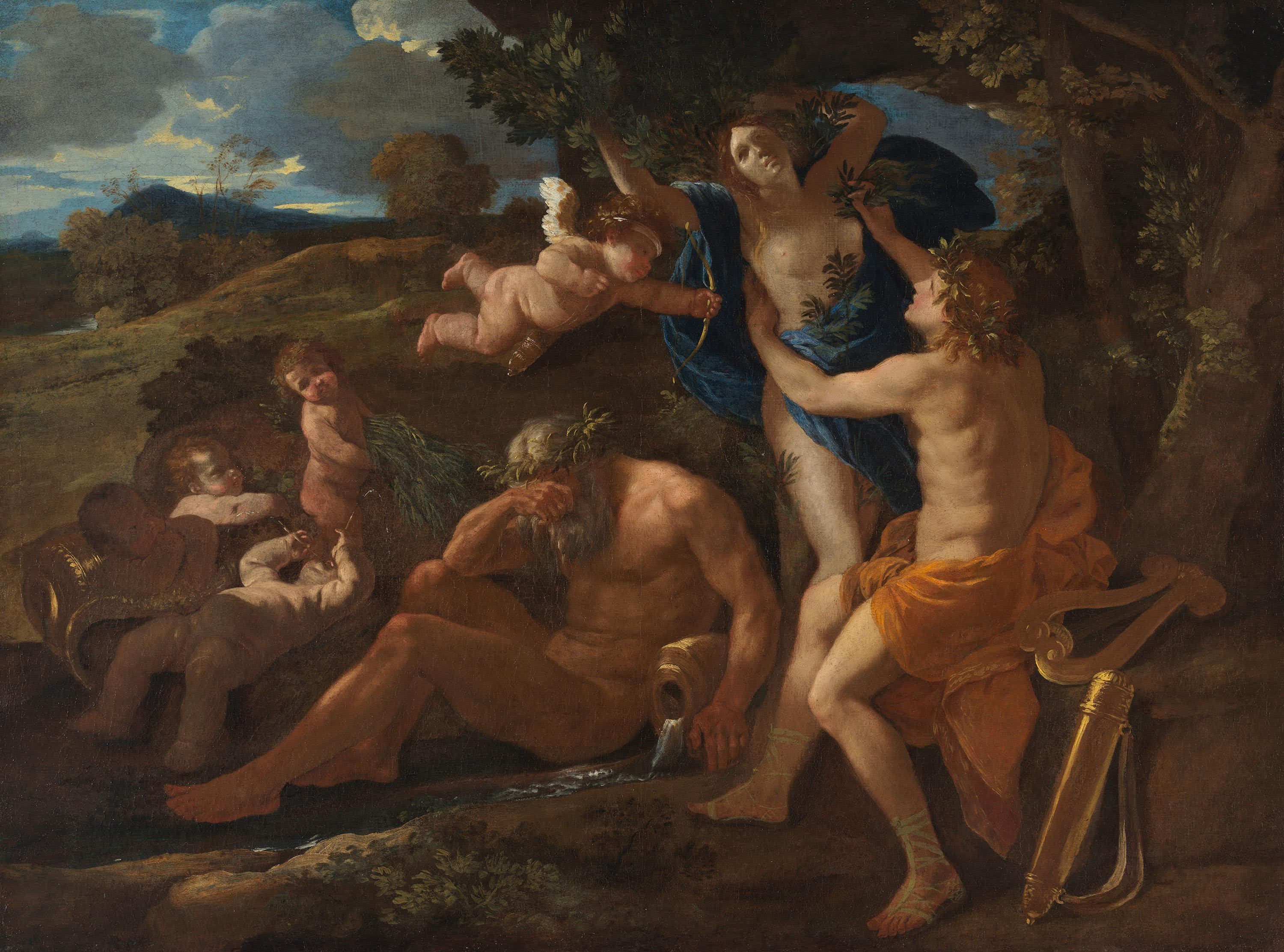
Pénée détourne le regard tandis qu'Apollon, transpercé par la flèche de Cupidon, poursuit Daphné, Apollon et Daphné, 1625, par Nicolas Poussin
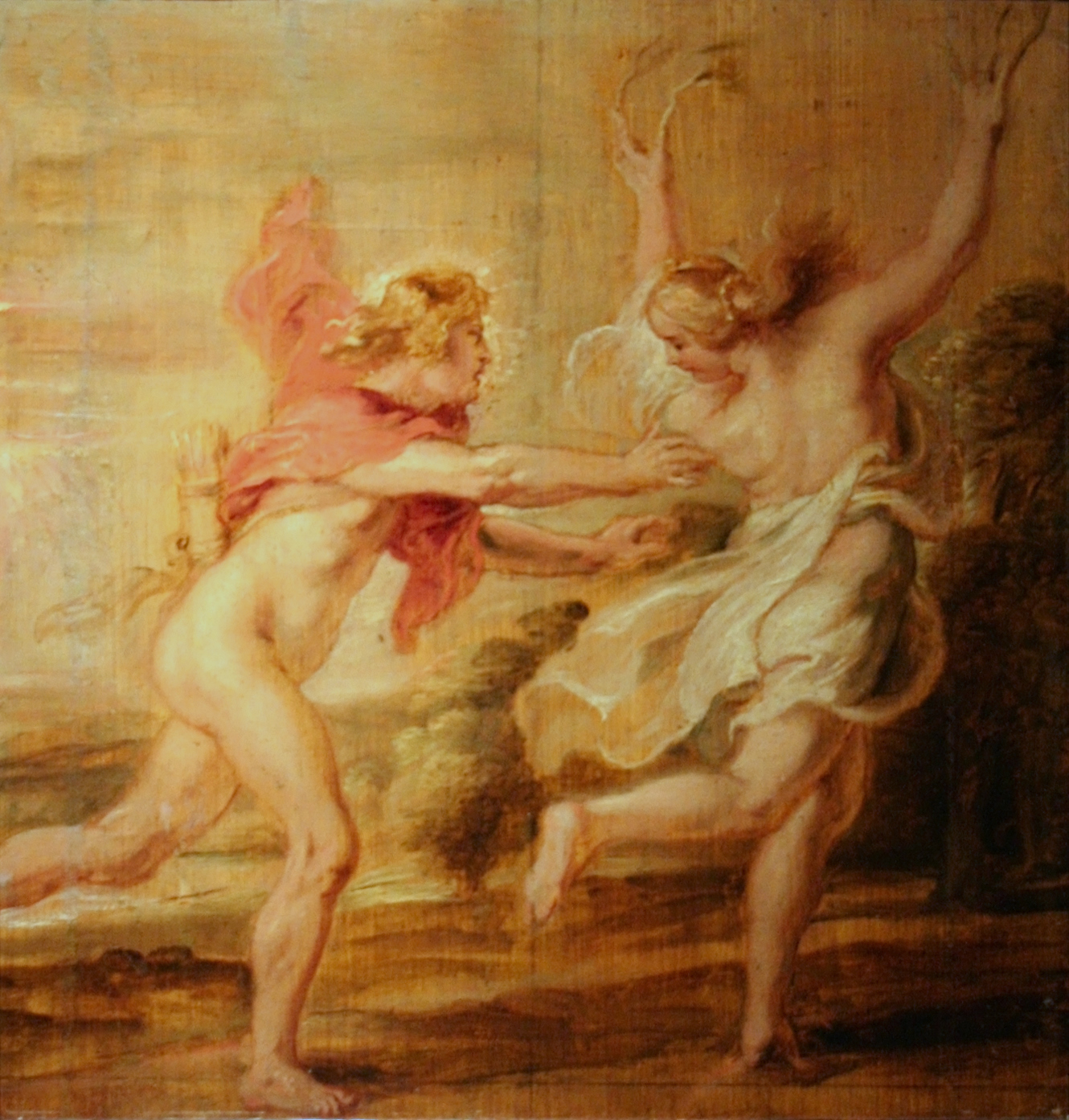
Apollon et Daphné de Pierre Paul Rubens, 1636 (Musée Bonnat-Helleu, Bayonne)
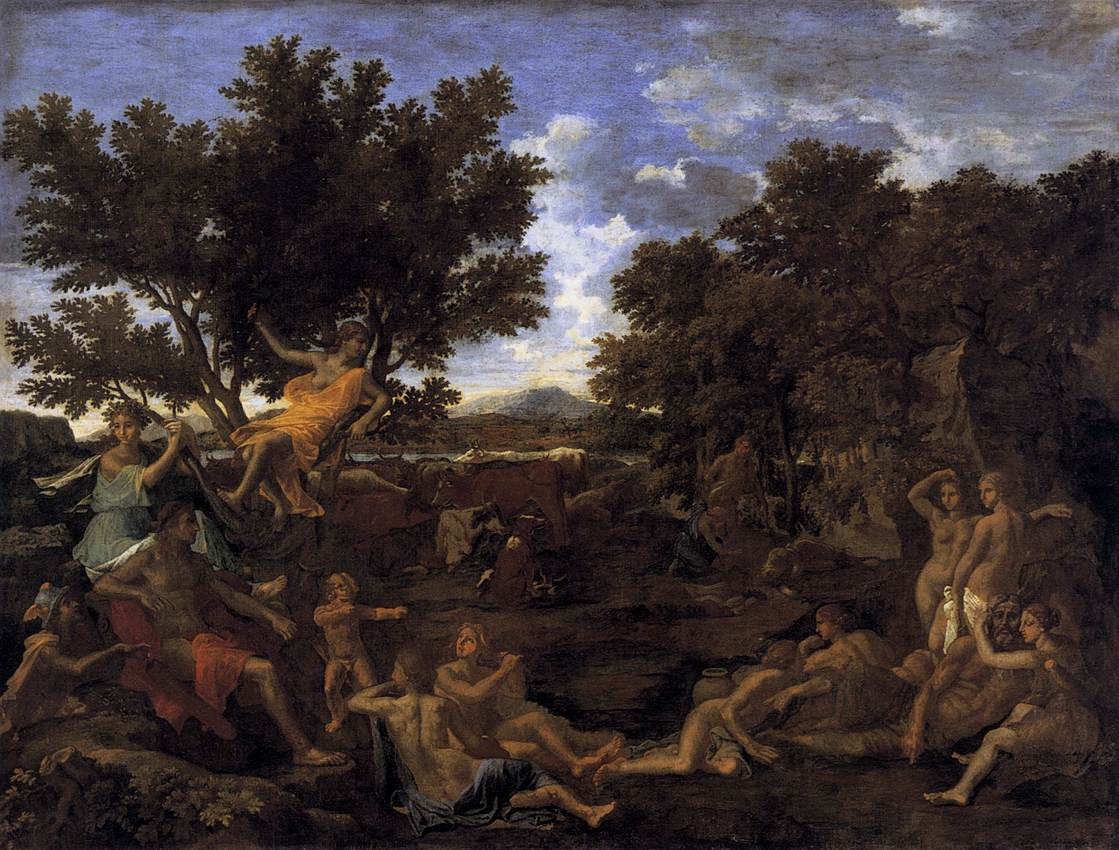
Apollon et Daphné de Nicolas Poussin, 1661–1664 (Musée du Louvre, Paris)
Apollon et Daphné de Giambattista Tiepolo, 1744–45 (Musée du Louvre, Paris)
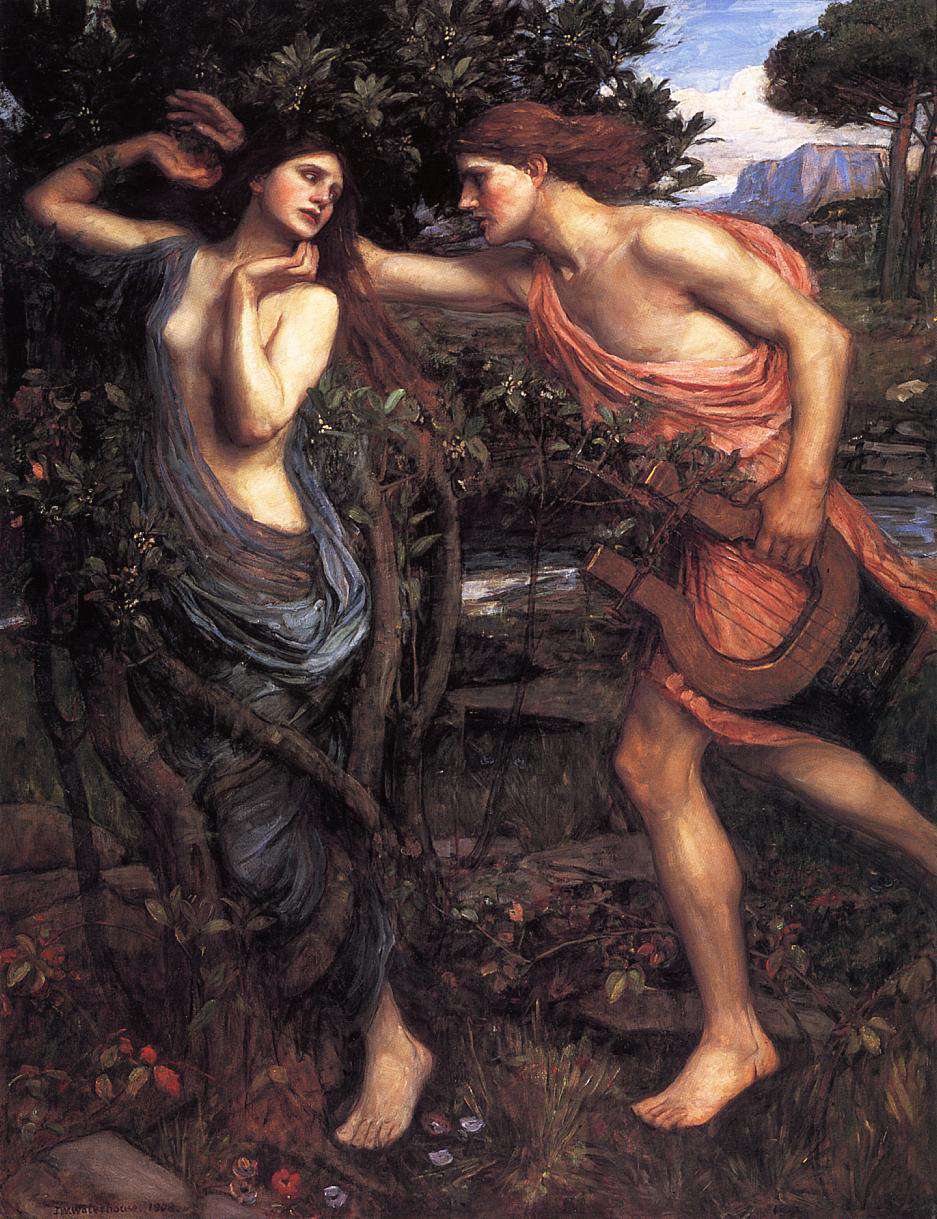
Apollon et Daphné de John William Waterhouse, 1908